# Eagle Creek Park

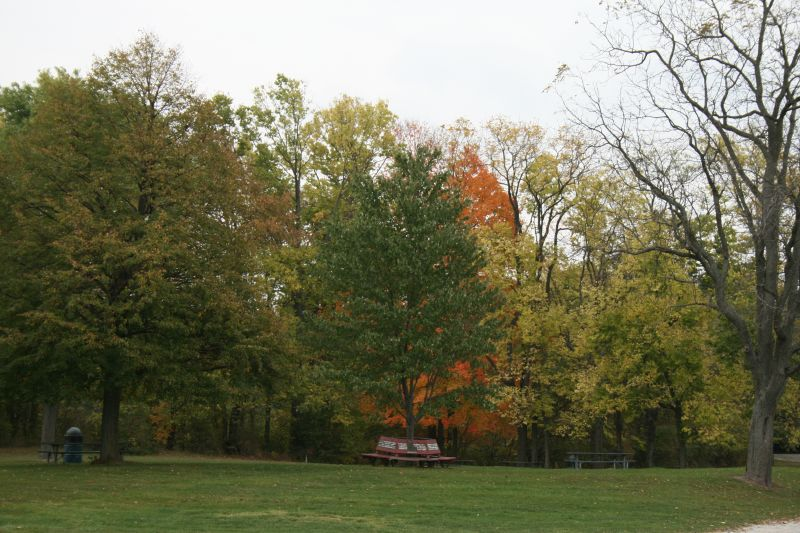
Eagle Creek Park in de herfst

Eagle Creek Park is het grootste park in Indianapolis en een van de grootste gemeenteparken in de Verenigde Staten, ook is het een natuurgebied. Het ligt op 7840 W. 56th Street en beslaat ongeveer 5 km² van een reservoir en 16 km² land, er is ongeveer 16 kilometer aan paden in het park. Voordat het in bezit kwam van Indianapolis was het stuk land in bezit van de Purdue-universiteit en daarvoor van magnaat Josiah K. Lilly Jr.. De Eagle Creek Park Foundation dient om vrijwilligerswerk te bevorderen en om de financiën te regelen van het park en zijn programma’s.
Het Rowing Championship werd in 2003 in het park gehouden en het Wereldkampioenschappen roeien in 1994. De Pan-Amerikaanse Spelen van 1987 gebruikte het park voor de regatta en boogschieten.